# Бистрица (приток Кисуцы)
Би́стрица (словац. Bystrica) — река в словацком районе Чадца (Жилинский край), главный приток Кисуцы. Длина реки составляет около 32 км, а площадь её водосборного бассейна — приблизительно 242 км². В 21,4 км от устья на реке расположено водохранилище Нова-Бистрица, образованное в 1983—1989 годах. Средний расход воды в реке у Зборова-над-Бистрицоу равен 4,8 м³/с.
Берёт начало между горными массивами Оравска-Магура и Кисуцка-Врхвина. Бистрица течёт на запад с уклоном к северу и впадает в реку Кисуца с левой стороны в городе Красно-над-Кисуцоу. Правосторонними притоками Бистрицы являются Вихиловка (словац. Vychylovka) Вельки-Поток (словац. Veľký potok), Клубински-Поток (словац. Klubinský potok) и Фойтов-Поток (словац. Fojtov potok), левосторонними — Станёв-Поток (словац. Staňov potok), Радуостка (словац. Radôstka) и Чернатински-Поток (словац. Černatínsky potok).